# NMS Amiral Murgescu
 (février 2023).
La mise en forme du texte ne suit pas les recommandations de Wikipédia : il faut le « wikifier ».
Les points d'amélioration suivants sont les cas les plus fréquents :
- Les titres sont pré-formatés par le logiciel. Ils ne sont ni en capitales, ni en gras.
- Le texte ne doit pas être écrit en capitales (les noms de famille non plus), ni en gras, ni en italique, ni en « petit »…
- Le gras n'est utilisé que pour surligner le titre de l'article dans l'introduction, une seule fois.
- L'italique est rarement utilisé : mots en langue étrangère, titres d'œuvres, noms de bateaux, etc.
- Les citations ne sont pas en italique mais en corps de texte normal. Elles sont entourées par des guillemets français : « et ».
- Les listes à puces sont à éviter, des paragraphes rédigés étant largement préférés. Les tableaux sont à réserver à la présentation de données structurées (résultats, etc.).
- Les appels de note de bas de page (petits chiffres en exposant, introduits par l'outil «  Source ») sont à placer entre la fin de phrase et le point final[comme ça].
- Les liens internes (vers d'autres articles de Wikipédia) sont à choisir avec parcimonie. Créez des liens vers des articles approfondissant le sujet. Les termes génériques sans rapport avec le sujet sont à éviter, ainsi que les répétitions de liens vers un même terme.
- Les liens externes sont à placer uniquement dans une section « Liens externes », à la fin de l'article. Ces liens sont à choisir avec parcimonie suivant les règles définies. Si un lien sert de source à l'article, son insertion dans le texte est à faire par les notes de bas de page.
- La présentation des références doit suivre les conventions bibliographiques. Il est recommandé d'utiliser les modèles {{Ouvrage}}, {{Chapitre}}, {{Article}}, {{Lien web}} et/ou {{Bibliographie}}. Le mode d'édition visuel peut mettre en forme automatiquement les références.
- Insérer une infobox (cadre d'informations à droite) n'est pas obligatoire pour parachever la mise en page.

Pour une aide détaillée, merci de consulter Aide:Wikification.
Si vous pensez que ces points ont été résolus, vous pouvez retirer ce bandeau et améliorer la mise en forme d'un autre article.
Le NMS Amiral Murgescu était un mouilleur de mines et escorteur de convoi de la marine militaire roumaine, le premier navire de guerre construit en Roumanie et le plus grand navire de guerre de construction roumaine de la Seconde Guerre mondiale. Il a posé de nombreux champs de mines, du port bulgare de Bourgas au port de Crimée de Sébastopol, qui ont infligé des pertes importantes à la flotte soviétique de la mer Noire. Il a également effectué de nombreuses missions d'escorte de convoi et a participé à l'évacuation des forces de l'Axe de la Crimée en mai 1944. En raison de son succès au combat, il a été décoré deux fois en mai 1944. Il a été capturé par l'Union soviétique en septembre 1944 et a servi jusqu'à 1988 dans la marine soviétique, date où il a été mis au rebut.

## Caractéristiques techniques

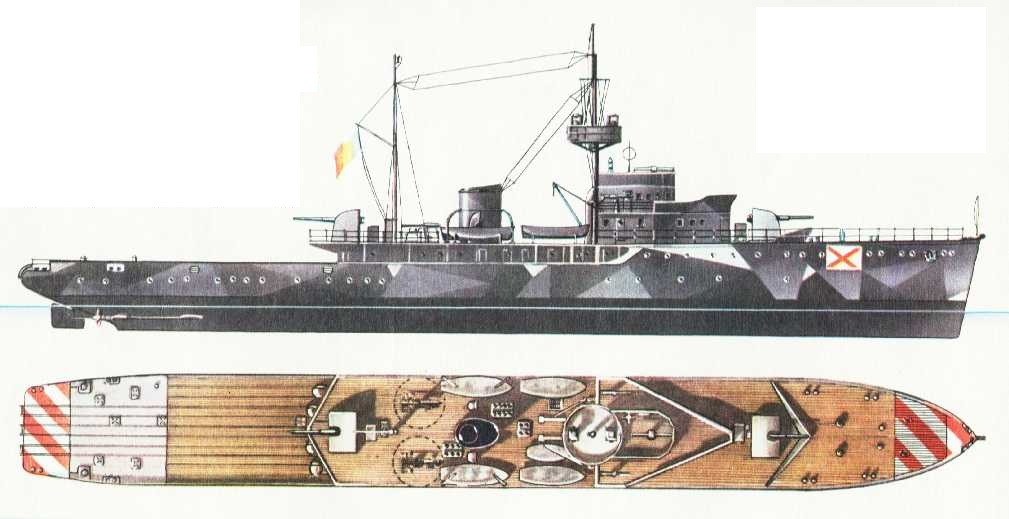
Diagramme du NMS Amiral urgescu

Amiral Murgescu a été mis sur cale le 1er août 1938 et lancé le 14 juin 1939. Son déplacement à pleine charge s'élevait à 1 068 tonnes tandis que son déplacement standard était de 812 tonnes. Il était armée de deux canons navals de 105 mm , de deux canons Rheinmetall de 37 mm, de quatre canons Oerlikon de 20 mm et de deux mitrailleuses jumelles de 13 mm. Il était également équipée de deux lanceurs de charges profondes et pouvait transporter jusqu'à 200 mines et charges profondes (135 mines et 65 charges profondes). Ses deux canons principaux étaient initialement protégés par des boucliers, mais ceux-ci ont été retirés en juillet 1941 afin de faciliter les tirs antiaériens. Amiral Murgescu avait un équipage de jusqu'à 135 et était propulsé par deux moteurs diesel Krupp générant 1.050 chevaux chacun, lui donnant une vitesse maximale de 16 nœuds et une autonomie de 6 300 km. 
Il a également été en mesure de transporter et d'exploiter une vedette de dragage de mines. Ce lancement faisait partie d'une classe de quatre navires de 9 tonnes armés chacun d'un canon antiaérien de 20 mm, d'une mitrailleuse de 8 mm et de 6 charges sous-marines.

## Service

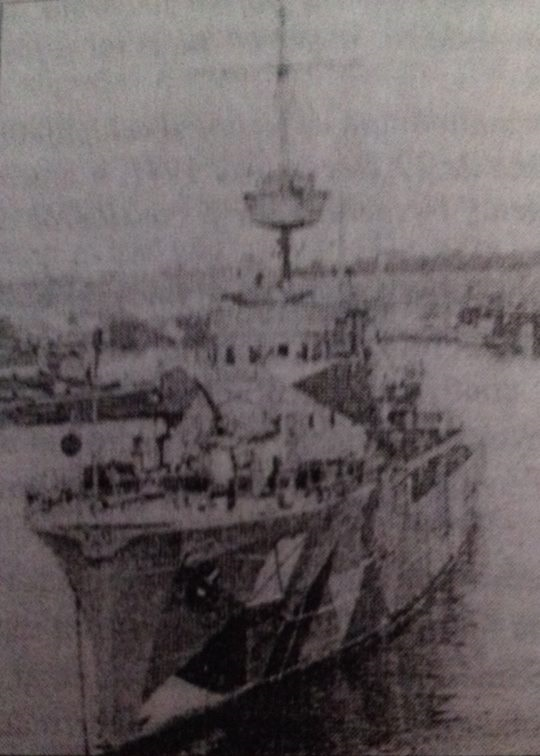
Amiral Murgescu (vue de face)

Amiral Murgescu a été mis en service le 2 mars 1941 et il a eu quatre capitaines pendant la guerre : Alexandru Dumbravă (1941–1942), Ovidiu Mărgineanu (1942–1943), Gheorghe Harting (1943) et Anton Foca (1943–1944). 
- Sa première mission était entre le 16 et le 19 juin 1941 : avec deux autres mouilleurs de mines roumains, Regele Carol I et Aurora, ils ont posé un barrage de 1000 mines entre le cap Midia et Tuzla, pour protéger le principal port roumain de Constanța. Lorsque la flotte soviétique de la mer Noire a attaqué le port le 26 juin, il a aidé à repousser l'attaque, avec le chef de la flottille Mărăști et le destroyer Regina Maria et la batterie côtière allemande Tirpitz. Le destroyer soviétique leader Moskva a été coulé par les mines roumaines et le croiseur Voroshilov a été endommagé. Amiral Murgescu a également abattu deux avions soviétiques le même jour. Plus tard, le sous marin soviétique Shch-213 et 3 autres sous-marins soviétiques  M-58, M-34 et Shch-208) ont été coulés par des mines roumaines près de Constanța. Le Räumboot allemand R-36 a également été coulé par des mines roumaines près de Constanța en 1943.

Lors d'un raid aérien soviétique le 23 juin 1941, deux de ses membres d'équipage ont été blessés. Lors d'un raid ultérieur qui a eu lieu le lendemain, Il a abattu deux avions soviétiques, ses premières victimes aériennes. Le 25 juin, Amiral Murgescu a abattu trois avions soviétiques en 15 minutes. 
Lors d'une attaque aérienne soviétique sur Constanța le 5 août, il a encore abattu trois autres avions. 
- Sa prochaine mission se situait entre 7 et 16 octobre 1941. Avec les mouilleurs roumains Regele Carol I et Dacia [1] et escortés par les torpilleurs roumains de classe 250T Năluca, Sborul et Smeul, les canonnières roumaines Sublocotenent Ghiculescu et Capitan Dumitrescu et torpilleurs bulgares Drazki, Smeli et Hrabri, il a posé quatre champs de mines complets et un champ de mines partiel le long de la côte bulgare.  Ces mines coulèrent plus tard 4 sous-marins soviétiques (S-34, L-24, Shch-210 et Shch-211).

- En février 1942,il participe à une opération de pose de mines près de Sulina, à l'embouchure du Danube.

- Le 24 juin 1942, il pose des mines près d'Odessa avec Dacia, tout en étant escortés par les destroyers roumains Regele Ferdinand et Regina Maria, le chef de flottille Mărășești, les canonnières roumaines Ghiculescu, Stihi et Dumitrescu et le torpilleur roumain Smeul ainsi que le motor Launch dragueurs de mines de la flottille de Donau. Les mines posées près d'Odessa ont coulé plus tard les sous-marins soviétiques M-33 et M-60et les canonnières à moteur YA-26 et YA-27.
- Les 29-30 octobre et 5 novembre 1942, avec Dacia et les destroyers roumains Regina Maria et Regele Ferdinand, le leader roumain Mărăști, la canonnière roumaine Stihi et quatre R-boats allemands, ils posèrent deux barrages de mines pour protéger l'île des Serpents. Ces mines ont coulé le sous-marin soviétique Shch-212 le 11 décembre de la même année. Le sous-marin soviétique M-31 a été coulé aussi bien par les barrages de mine roumains près de l'île le 17 décembre, ou coulé avec des charges profondes par le leader roumain Mărășești le 7 juillet 1943. Le 1er décembre 1942, alors que le croiseur soviétique Voroshilov et le destroyer Soobrazitelny bombardaient l'île avec quarante-six obus de 180 mm et cinquante-sept de 100 mm , le croiseur a été endommagé par des mines roumaines, mais il a réussi à retourner à Poti pour des réparations par ses propres moyens. Pendant ce bref bombardement, il a frappé la station de radio, la caserne et le phare de l'île, mais n'a pas infligé de pertes importantes.

- Dans la nuit du 13 au 14 septembre 1943, Amiral Murgescu, escorté par deux destroyers roumains, a déposé des mines au large de Sébastopol . Le 15 septembre, avec deux mouilleurs de mines auxiliaires allemands, escortés par six R-Boots et le navire armé allemand Xanten, il a posé un barrage de mines qui a fermé l'embouchure du golfe de Kherson.

Lorsqu'il n'est pas utilisé comme mouilleur de mines, Amiral Murgescu a été employé comme navire d'escorte. Il a participé à un total de 16 missions d'escorte, principalement entre Constanța et Sébastopol, entre novembre 1942 et septembre 1943. Une de ces missions, du 19 au 20 juillet 1943, a été réalisée uniquement par lui. Le 15 avril 1944, un convoi qu'il escortait pendant l'évacuation de la Crimée il a été attaqué cinq fois par des bombardiers soviétiques. Il a abattu deux d'entre eux, mais l'un de ses principaux canons et un canon de 20 mm ont été endommagés.
Le 12 mai 1944, il est le dernier navire de guerre roumain à quitter la Crimée lors de l'évacuation de la péninsule de Crimée par l'Axe. Commandé par le capitaine de corvette Anton Foca, il évacua environ 1 000 soldats, dont le général allemand Walter Hartmann, très décoré.
Les 25 et 26 mai, avec Dacia, escortés par le destroyer Regina Maria, le Mărășești, les torpilleurs Sborul et Smeul et les torpilleurs à moteur Vedenia et Viscolul, ils posèrent un autre barrage de mines au large de Sulina pour renforcer celui existant.  Les mines posées à Sulina ont coulé le Schnellboot allemand S-148 le 22 août 1944. 
Le 29 mai 1944, elle est décorée de l'Ordre de l'Étoile de Roumanie. Il a également été décoré de l' Ordre de la Couronne roumaine.

### Capture et service russe
Après le coup d'État du 23 août 1944, Amiral Murgescu a été capturé par les forces soviétiques et rebaptisé Don. Il a été converti en navire-école le 2 avril 1945, en navire de dépôt le 18 janvier 1947, en navire de commandement le 9 février 1948, en navire de caserne désarmé le 7 mai 1956 (renommé PKZ-107) et enfin en navire entrepôt sur 4 janvier 1958 (renommé PM-76, PMR-76 à partir du 8 juin 1966), définitivement mis hors service le 27 mai 1988 et vendu à la ferraille le 4 juillet 1988.

## Les trois autres navires de cette classe

### Cetatea Albă
Quatre navires de classe Amiral Murgescu étaient prévus, mais seul Amiral Murgescu a été achevé par la Roumanie. Il avait un navire jumeau, Cetatea Albă. Il avait été mis sur cale en 1939, mais abandonné à un stade précoce de construction. Sa construction a été transférée en Allemagne et en 1940 il a été achevé par le chantier naval Blohm + Voss à Hambourg. Cetatea Albă avait le même déplacement standard et la même vitesse de pointe. On ne sait cependant pas si son armement se composait de plus de deux canons principaux à double usage de quatre pouces (102 mm), de deux canons antiaériens de 37 mm et de 135 mines. Cetatea Albă n'a probablement jamais été mis en service.

### Navires annulés et leurs remplacements
Les deux autres navires prévus ont été remplacés par des navires de guerre plus petits. L'un des remplaçants était l'ancien mouilleur de mines Aurora, récemment reconstruit , mis en service en 1939. Avec une vitesse maximale de 20 nœuds, il était plus rapide qu' Amiral Murgescu, mais beaucoup moins adapté  aux missions d'escorte: sa petite taille ne permettait que deux mitrailleuses jumelles de 13 mm, en plus de son chargement de 40 mines. L'autre remplaçant était l'ex-canonnière française Remus Lepri, construite en 1917. Elle avait été acquise par la Roumanie après la fin de la Première Guerre mondiale, avec trois navires de même type. Cette canonnière de 400 tonnes de classe Ghiculescu, a également été équipé de matériel de pose de mines. Cependant, elle s'est avérée inadaptée en tant que mouilleur de mines et fut accidentellement coulée par une explosion lors des essais du 11 janvier 1941.